# Brusio
Brusio est une commune suisse du canton des Grisons, située dans la région de Bernina.

Vue aérienne (1954).

Un viaduc ferroviaire hélicoïdal emprunté par le Bernina Express est situé dans cette commune.